# Louis LeFleur
Louis LeFleur (parfois orthographié Louis LeFlore ; 1762-1833) est un explorateur, négociant et militaire franco-louisianais, né à La Mobile en Louisiane française le 28 juin 1762. 
Son père, Jean Bastiste Lefleur, originaire de Versailles, s'établit en Nouvelle-France à La Mobile. Sa mère Marie Jeanne Girard est née en 1732. Ils se marièrent le 16 janvier 1753 dans la cathédrale Notre-Dame de La Mobile. Ils eurent dix enfants dont Louis LeFleur qui fut le sixième.
En 1763 fut signé le traité de Paris qui attribuait notamment la ville de La Mobile aux Anglais. Ce territoire fut détaché de la Louisiane française et constitua une partie de la Floride Occidentale.
En 1792, Louis LeFleur établit un poste de traite et de commerce sur la piste Natchez, sur un promontoire dominant une courbe de la rive de la rivière aux Perles. Ce lieu fut un lieu d'échanges avec les Amérindiens et évolua en un village. Après la vente de la Louisiane par Napoléon Ier aux Américains, le lieu prit le nom de LeFleur's Bluff, au cours du XIXe siècle, et devint la ville actuelle de Jackson, capitale de l'État du Mississippi).
Il épousa Rebecca Cravatt, fille du militaire français Jean Cravat, en garnison à Fort Rosalie et de Nehotima, sœur de Pushmataha, chef de la Nation Choctaw. Ils eurent onze enfants dont Greenwood, connu sous la dénomination orthographique de Greenwood LeFlore, qui devint chef de la Nation Choctaw et sénateur des États-Unis.
En 1812, Louis LeFleur et Pushmataha combattirent sous les ordres du général Andrew Jackson durant la guerre anglo-américaine de 1812. Louis LeFleur établit un poste militaire sur la piste Natchez qui fut appelé French Camp.
Pushmataha fut nommé lieutenant-colonel et Louis LeFleur, qui servit dans le même régiment, fut promu au grade de major. 
En 1833, il mourut à Hot Springs, dans l'Arkansas.  